# Heinz Ditgens
Heinz Ditgens (Mönchengladbach, 3 luglio 1914 – Mönchengladbach, 20 giugno 1998) è stato un calciatore e allenatore di calcio tedesco, di ruolo difensore.

## Carriera
Suo padre Hermann Ditgens fu uno dei fondatori del Borussia e suo zio Stephan Ditgens fu centrocampista e capitano nei primi anni di vita della squadra. A soli sedici anni anche Heinz diventò giocatore del Borussia.
A ventun'anni, in vista dei Giochi olimpici di Berlino, l'allenatore della Nazionale tedesca Otto Nerz organizzò nel maggio 1936 cinque incontri amichevoli contro l'Everton, squadra professionistica inglese, per testare la sua formazione tipo e valutare eventuali alternative all'undici titolare. In occasione della terza e della quarta partita Nerz convocò anche Ditgens, giocatore del Borussia, squadra che allora militava nelle serie regionali. Più tardi Ditgens venne inserito anche nella rosa dei convocati per i Giochi olimpici.
Il 5 agosto 1936, nella prima partita del torneo, la Germania batté il Lussemburgo per 9-0. Ditgens venne schierato tra i titolari dell'incontro e diventò il primo giocatore nella storia del Borussia a vestire la maglia della Nazionale. Scese in campo anche tre giorni più tardi, quando i tedeschi vennero sconfitti dalla Norvegia per 0-2 e subirono l'eliminazione.
Il 20 marzo 1938 fu ancora contro il Lussemburgo che Ditgens giocò la sua terza e ultima partita in Nazionale nell'incontro vinto dalla Germania per 2-1. A causa dello scoppio della seconda guerra mondiale venne arruolato nell'esercito tedesco e impiegato sul fronte nord-orientale.
Al termine del conflitto mondiale, nel 1945, fece ritorno alla sua città natale, ma il congelamento alle dita che subì nel corso della Battaglia di Stalingrado ne limitò fortemente l'attività sportiva. Collezionò altre sporadiche presenze col Borussia fino al 1950, anno in cui decise di concludere la carriera come giocatore.
La stagione seguente fu allenatore della squadra assieme a Paul Pohl, successivamente lasciò il calcio e lavorò nell'amministrazione comunale e come collaboratore dell'assessorato allo sport della città di Mönchengladbach.
Il 20 giugno 1998 morì nella sua città, quattro anni dopo le grandi celebrazioni tenutesi al Kaiser-Friedrich-Halle per festeggiare il suo ottantesimo compleanno.